# آتش زدن کوه هیئی (۱۴۹۹)
آتش زدن کوه هیئی (به ژاپنی: 比叡山焼き討ち، Hiei-zan yakiuchi) به واقعه آتش زدن معبد انریاکو در کوه هیئی در نزدیک کیوتو، ژاپن، در ۱۱ اوت سال ۱۴۹۹ میلادی توسط هوسوکاوا ماساموتو اشاره دارد. تغییر سیاسی میئو توسط هوسوکاوا ماساموتو مقام شوگونی از آشیکاگا یوشی‌تانه گرفته شد و به یازدهمین شوگون آشیکاگا یوشی‌زومی داده شد. آشیکاگا یوشی‌تانه از کیوتو گریخت و هنگامی‌که به ولایت اتچو وارد شد، معاون هاتاکه‌یاما هیسانوبو به استقبال وی آمد. هاتاکه‌یاما هیسانوبو فرماندار ولایت اتچو، ولایت کی و ولایت کاواچی بود و از آشیکاگا یوشی‌تانه طرفداری می‌کرد. بعد از آن فرماندار ولایت کاگا و فرماندار ولایت اچیزن نیز به طرفداری از شوگون دهم برخاستند و عزم حمله به کیوتو را کردند. هنگامی‌که معبد انریاکو در کیوتو نیز به آنان پیوست، هوسوکاوا ماساموتو تصمیم گرفت به این معبد حمله کند. وی به دو تن از ملازم خود آکازاوا توموتسونه و هوکابه مونه کازو دستور آتش زدن معبد انریاکو را داد. همچنین وی توانست سپاه مشترک شوگون دهم و هاتاکه‌یاما هیسانوبو را شکست دهد و از حلقه محاصره بگریزد. معبد انریاکو دوباره در سال ۱۵۱۸ بازسازی شد.